# (20506) 1999 RO17
A (20506) 1999 RO17 a Naprendszer kisbolygóövében található aszteroida. A LINEAR projekt keretében fedezték fel 1999. szeptember 7-én.